# Anne Drescher

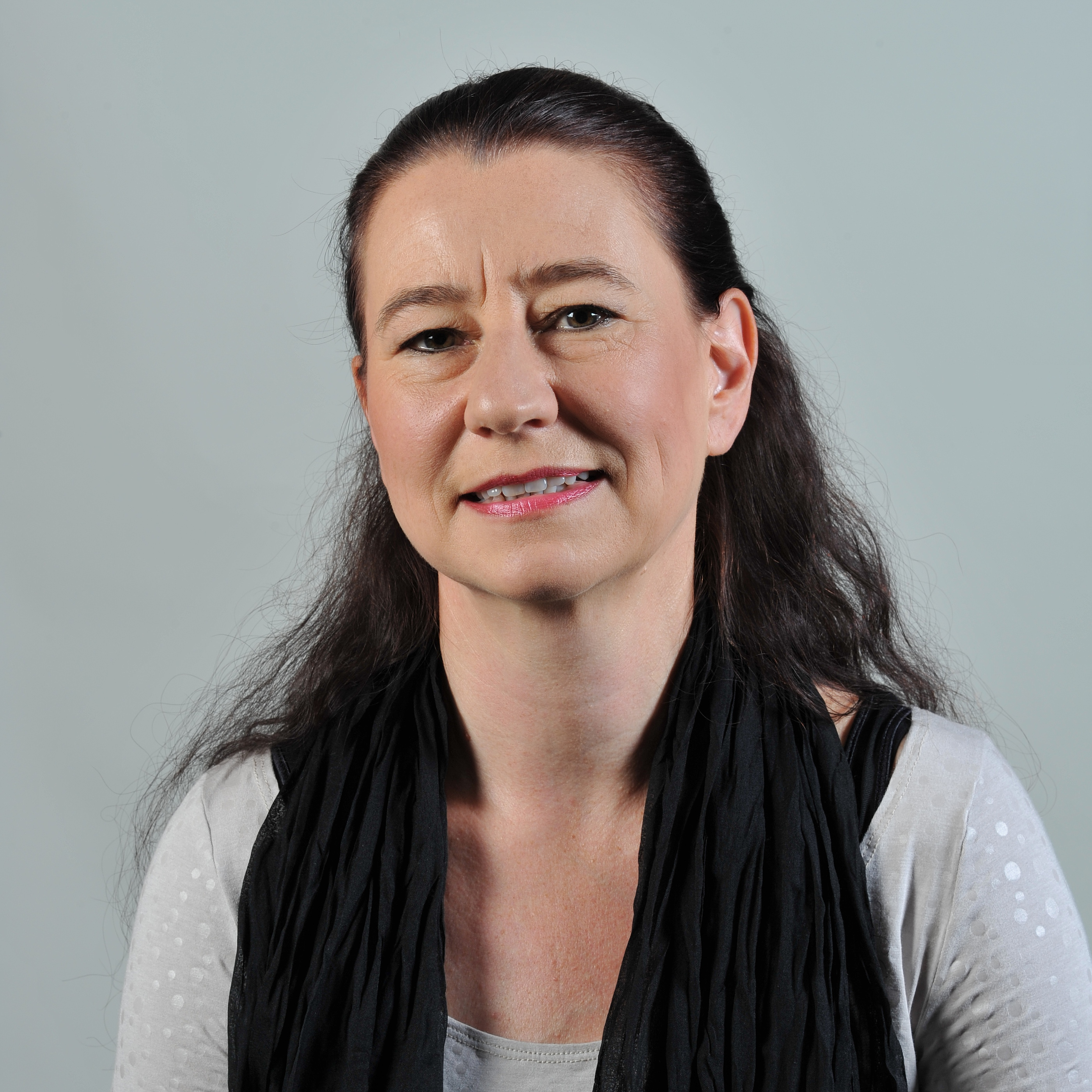
Anne Drescher

Anne Drescher (* 2. Mai 1962 als Anne Rietzke in Lübz) ist eine ehemalige Bürgerrechtlerin der DDR und Historikerin. Von August 2013 bis August 2023 war sie Landesbeauftragte für Mecklenburg-Vorpommern für die Aufarbeitung der SED-Diktatur.

## Leben
Anne Drescher wurde in Lübz in einem Pfarrhaushalt geboren. Da sie weder Mitglied der Jungen Pioniere noch der FDJ wurde, durfte sie in der DDR nicht studieren. Sie absolvierte eine Ausbildung als Krankenschwester und arbeitete im Bezirkskrankenhaus Schwerin. 1984 war sie zusammen mit Karin Ritter eine der Mitbegründerinnen der „Frauen für den Frieden“ Schwerin und wirkte von 1986 bis 1988 als Mitglied der Arbeitsgruppe „Frieden“ der evangelisch-lutherischen Landeskirche Mecklenburg mit.
Seit 1994 war sie Mitarbeiterin beim LStU Mecklenburg-Vorpommern, zunächst in der Bürgerberatung, ab 2007 dann als stellvertretende Landesbeauftragte. Neben ihrer Tätigkeit studierte sie an Fernuniversität Hagen Geschichte und Philosophie.
Im August 2013 wurde sie vom Landtag Mecklenburg-Vorpommern als Landesbeauftragte für die Unterlagen des Staatssicherheitsdienstes der ehemaligen DDR in Mecklenburg-Vorpommern gewählt. Im Juni 2018 erfolgte die einmalig mögliche Wiederwahl für fünf Jahre. Ihr Aufgabenbereich wurde 2018 erweitert und die Amtsbezeichnung in Landesbeauftragte für Mecklenburg-Vorpommern für die Aufarbeitung der SED-Diktatur geändert. Stellvertreter der Landesbeauftragten war in dieser Zeit Burkhard Bley, der im August 2023 ihr Nachfolger wurde.
2018 wurde sie vom Doping-Opfer-Hilfe e. V. für ihren Einsatz zugunsten von Sportgeschädigten mit dem Anti-Doping-Preis ausgezeichnet.

## Schriften
- Aufbruch ’89. Über den Beginn der Wende in Schwerin. Dokumentation. Der Landesbeauftragte für Mecklenburg-Vorpommern für die Unterlagen des Staatssicherheitsdienstes der Ehemaligen Deutschen Demokratischen Republik, Schwerin 1994.
- mit Georg Herbstritt und Jörn Mothes: Gedenken – erinnern – lernen. Der Demmlerplatz in Schwerin 1914 bis 1997. Der Landesbeauftragte für Mecklenburg-Vorpommern für die Unterlagen des Staatssicherheitsdienstes der Ehemaligen Deutschen Demokratischen Republik, Schwerin 1997.
- mit Georg Herbstritt und Jörn Mothes: „Recht muß doch Recht bleiben“. Das Justizgebäude am Schweriner Demmlerplatz in sechs Epochen deutscher Geschichte. Der Landesbeauftragte für Mecklenburg-Vorpommern für die Unterlagen des Staatssicherheitsdienstes der Ehemaligen Deutschen Demokratischen Republik, Schwerin 1999, ISBN 3-933255-09-0.
- Haft am Demmlerplatz. Gespräche mit Betroffenen. Sowjetische Militärtribunale Schwerin 1945 bis 1953. Der Landesbeauftragte für Mecklenburg-Vorpommern für die Unterlagen des Staatssicherheitsdienstes der Ehemaligen Deutschen Demokratischen Republik, Schwerin 2001, ISBN 3-933255-14-7.
- Das Lager Wöbbelin nach Kriegsende. 1945 bis 1948. Der Landesbeauftragte für Mecklenburg-Vorpommern für die Unterlagen des Staatssicherheitsdienstes der DDR, Schwerin 2008, ISBN 978-3-933255-25-9.
- 30 Jahre Friedliche Revolution: Zeichen setzen für Demokratie und Freiheit, Dokumententeil: Lagefilm der MfS-Bezirksverwaltung Schwerin vom 23. Oktober 1989, Die Landesbeauftragte für Mecklenburg-Vorpommern für die Aufarbeitung der SED-Diktatur, Schwerin 2020, ISBN 978-3-933255-60-0